# Latridae
Los latridae son una familia de peces marinos incluida en el orden Perciformes, que se distribuyen por el sudesde de Australia, Nueva Zelanda, Chile y sudeste del Atlántico.
Aleta dorsal con 14 a 24 espinas y 23 a 40 radios blandos, aleta anal con 18 a 35 radios blandos.
Son valorados en pesca deportiva, así como por su buen sabor.

## Géneros y especies
Existen cinco especies agrupadas en tres géneros:
- Género Latridopsis (Gill, 1862)
  - Latridopsis ciliaris (Forster en Bloch y Schneider, 1801)
  - Latridopsis forsteri (Castelnau, 1872)
- Género Latris (Richardson, 1839)
  - Latris hecateia (Richardson, 1839)
  - Latris lineata (Forster en Bloch y Schneider, 1801)
- Género Mendosoma (Guichenot, 1848)
  - Mendosoma lineatum (Guichenot, 1848)